# Merostictis emergens
Merostictis emergens är en svampart som först beskrevs av Petter Adolf Karsten, och fick sitt nu gällande namn av Frederic Edward Clements 1909. Merostictis emergens ingår i släktet Merostictis, ordningen disksvampar, klassen Leotiomycetes, divisionen sporsäcksvampar och riket svampar.   Inga underarter finns listade i Catalogue of Life.
I den svenska databasen Dyntaxa används istället namnet Diplonaevia emergens för samma taxon.  Arten är reproducerande i Sverige.